# Mohamed Ould Abdel Aziz
Mohamed Ould Abdel Aziz (* 20. prosince 1956 Akjoujt) je mauritánský politik, v letech 2009 až 2019 prezident Mauritánie.

## Životopis
V roce 1977 nastoupil do Královské vojenské akademie v Meknes v Maroku a po řadě propagací založil elitní BASEP (prezidentský bezpečnostní prapor). Hrál klíčovou roli při potlačení pokusu o převrat v červnu 2003 a vojenského povstání v srpnu 2004. Získal nejvyšší vojenskou cenu Mauritánie za svou roli při zastavení povstání v roce 2004.

### Vojenský převrat v roce 2005
Abdel Aziz, který je pravděpodobně mozkem převratu společně s plukovníkem a generálním ředitelem pro národní bezpečnost Ely Ouldem Mohamedem Vallem, uspořádali 3. srpna 2005 vojenský převrat, který vedl ke svržení prezidenta Maaouya Oulda Sid'Ahmeda Tayaa, který byl u moci po dobu 21 let. Ould Taya byl za hranicemi na pohřbu saúdského krále Fahda bin Abda al-Azíze, když vojáci zabavili vládní budovy a státní média. Na cestě zpátky z pohřbu přistál v hlavním městě Nigeru Niamey. Ould Taya v rozhovoru s Radio France Internationale 5. srpna odsoudil převrat a 8. srpna se neúspěšně pokoušel nařídit ozbrojeným silám, aby ho znovu dostaly k moci. Po téměř dvou týdnech Ould Taya a jeho rodina odletěli do Kataru. Široká podpora pro převrat vypadala, že existuje v celé zemi a po pár dnech po převratu byl schválen přechodnýplán nového režimu. Mezinárodní reakce na svržení Oulda Tayaa byla zpočátku silně nepřátelská, včetně pozastavení Mauritánie v Africké unii, ale po několika dnech se zdálo, že tito noví vládci diplomaticky úspěšně získali tiché mezinárodní přijetí svého přechodného režimu. Ely Ould Mohamed Vall, který byl generální ředitel pro národní bezpečnost a stál v čele vojenské rady pro spravedlnost a demokracii (CMJD), slíbil, že demokratické volby budou za dva roky. Do té doby vládla v zemi vojenská junta.
Mauritánský tisk připisoval Abdelu Azizu to, že se snažil omezit vojenskou vládu z 24 na 19 měsíců a snažil se omezit volební podvod v nadcházejících volbách. Po skončení této vojenské junty po volbě nového prezidenta Sidiho Mohameda Oulda Cheikha Abdallahiho v září 2007 povýšil Abdel Aziz na generála a jmenoval jej náčelníkem generálního štábu.

### Vojenský převrat v roce 2008
Konflikty začaly v roce 2008 mezi prezidentem a nově zformovanou vládou. Prezident Abdallahi rozhněval generála Abdela Azize a jeho příznivce tím, že oslovil islámské zastánce tvrdé linie osvobozením několika podezřelých teroristů a použitím státního fondu na vybudování mešity na základě prezidentského paláce. V květnu 2008 Abdallahi jmenoval 12 ministrů, kteří byli součástí bývalé vlády prezidenta Taya, z nichž někteří byli obviněni z korupce. Dne 2. srpna 2008 podalo 25 poslanců a 23 senátorů demisi, údajně na popud armády, což vyvolalo vážnou politickou krizi.
Okamžitým katalyzátorem pro převrat byl Abdallahiho ranní oznámení 6. srpna, kdy vyhodil několik generálů včetně Azize, který byl předsedou prezidentské stráže a generálního štábu armády generála Mohameda Oulda Šejka Mohameda. V 9:20 byl v jeho domě zajat členy prezidentského bezpečnostního praporu (BASEP). Mluvčí prezidenta řekl ve svém prohlášení, že prezident Abdallahi, předseda vlády a ministr vnitra byli zatčeni.
Generál Mohamed Ould Abdel Aziz vydal prohlášení v mezinárodní televizní stanici Al-Arabíja. Následující den bylo oznámeno, že "vysoká rada státu", jejíž předsedou je Abdel Aziz, okamžitě převezme ústavní práva a povinnosti prezidenta a že v krátké době bude vytvořena nová vláda, parlament a všechny obce by měly zůstat stejně jako předtím.

### Prezident
Vojenská junta generála Mohameda Oulda Abdela Azizovova slíbila, že nové prezidentské volby budou 6. června 2009. Mauritánská státní média oznámilya 5. února 2009, že generál bude kandidovat na prezidenta. Navzdory tomuto pokusu legitimizovat vládu po skončení převratu provedla Africká unie režim sankcí, který byl poprvé schválen 22. prosince 2008 a nadále uznával Abdallahiho za prezidenta Mauritánie. Největší opoziční strany se zpočátku odmítly účastnit voleb, nazývaly je za "předurčenou" a "fraškou". Mohamed Ould Abdel Aziz byl v čele seznamu sankčních cílů Africké unie, které vstoupily v platnost 6. února 2009. Sankce proti vládním a vojenským představitelům, kteří podpořili srpnový převrat v roce 2008, zabraňovaly cestování do států Africké unie, vydávání víz nebo cestovních dokladů těmto jednotlivcům a zabavování bankovních aktiv v rámci států Africké unie.
Aby mohl Abdel Aziz kandidovat v prezidentských volbách, musel odstoupit jako hlava státu. Z funkce odstoupil 15. dubna a prozatímní funkci převzal předseda senátu. Členové opozice odsoudili tento krok, když říkali, že generál si zachovává skutečnou moc. V prezidentských volbách, konaných 18. července 2009, Abdel Aziz vyhrál v prvním kole s 52,58% hlasů. Poté 2. srpna 2009 odstoupil z funkce předsedy strany, protože prezident Mauritánie nemůže být členem žádné politické strany. Abdel Aziz přísahal jako prezident 5. srpna 2009 na ceremonii v Nuakšottu.
V říjnu 2012 byl Abdel Aziz postřelen vojenskou hlídkou na cestě zpět z víkendového pobytu v Tweile zpět do hlavního města Nouakchott. Byl odvezen do Paříže, aby se vyléčil ze zranění. Incident byl nejprve klasifikován místními rozhlasovými stanicemi jako pokus o atentát, ale vládní prohlášení se naopak odvolávala na "omyl". Dne 30. ledna 2014 ho zvolilo Valné shromáždění Africké unie předsedou.
V listopadu 2015, když bylo v mauritánském Supercupu utkání mezi týmy FC Tevragh Zeïna a ACS Ksar v 63. minutě skóre 1:1 a Mohamed Ould Abdel Aziz místo toho nařídil, aby byly rovnou penalty. Toto chování prezidenta pak spustilo veřejnou protestovou bouři.
V říjnu 2018 jmenoval Abdel Aziz svého blízkého politického spojence Muhammada uld Ghazuáního ministrem obrany Mauritánie, aby ho v budoucnu nahradil ve funkci prezidenta. V roce 2019 v prezidentských volbách již nekandidoval, jak předem také avizoval, a jeho spojenec Ghazuání získal 52 % hlasů v prvním kole.

### Po prezidentské období
Po skončení prezidentské funkce bylo zahájeno parlamentní vyšetřování zneužívání moci Abdel Azize a také členů jeho vlády, které vyústilo v trestní řízení. V srpnu 2020 bylo exprezidentovi zakázáno opustit zemi a v září byl zmrazen jeho majetek. Dne 22. června 2021 byl Abdel Azíz zatčen.
V říjnu 2023 prokurátor požádal o 20 let vězení s konfiskací majetku Mohameda Oulda Abdel Azize.